# Stimmgerät

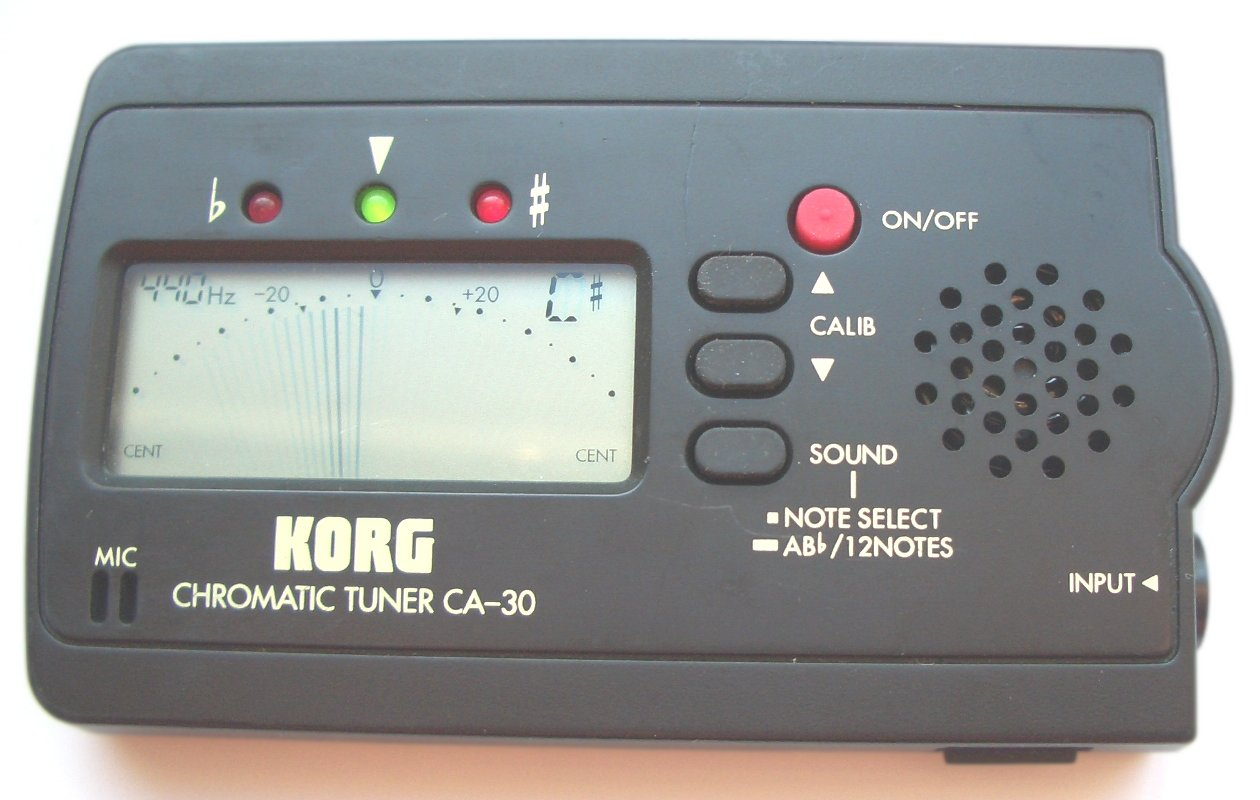
Chromatisches Stimmgerät

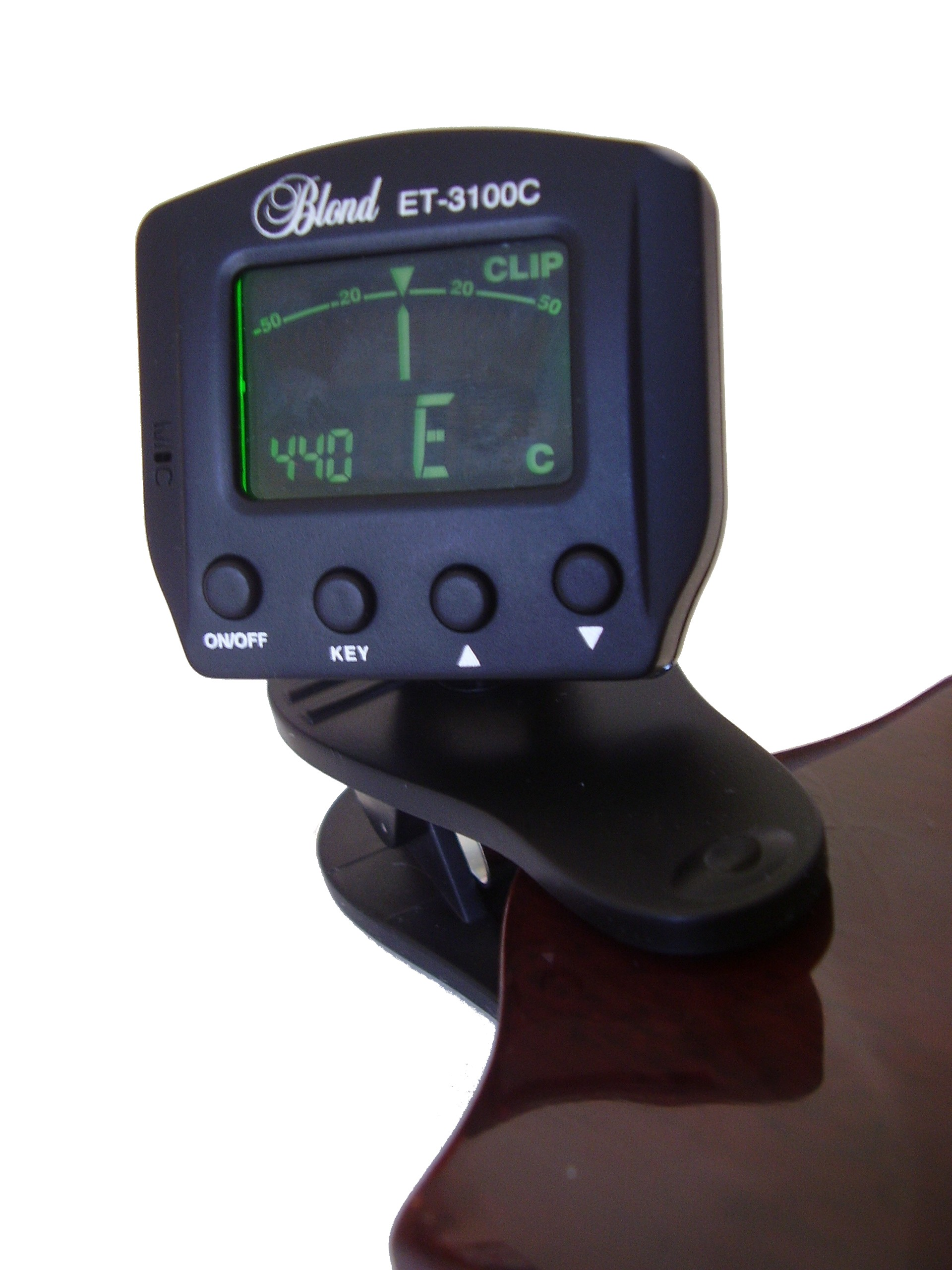
Ein Clip-Tuner (Stimmgerät) an der Kopfplatte einer Gitarre

Ein Stimmgerät ist ein elektronisches Gerät zum Stimmen eines Musikinstruments.
Es erkennt direkt über Körperschall,  über ein eingebautes Mikrofon oder über einen durch Klinkenstecker angeschlossenen Tonabnehmer (z. B. einer E-Gitarre oder eines E-Basses) den Ton, der auf dem Instrument gespielt wird, und zeigt durch Lampen oder auf einer Skala an, ob dieser Ton im Vergleich zum meist einstellbaren Kammerton zu tief, zu hoch oder (im Rahmen der Messgenauigkeit) richtig ist.
Manche Stimmgeräte erkennen nur bestimmte Töne, zum Beispiel die der leeren Saiten einer Gitarre, während chromatische Stimmgeräte alle 12 Halbtöne über mehrere Oktaven hinweg erkennen. Einfache Geräte dieser Art können nur die gleichstufige Stimmung einstimmen. Ausgereifte Geräte können je nach Ausführung zwischen verschiedenen Stimmungen (z. B. pythagoreisch, mitteltönig, gleichstufig) umgeschaltet werden oder zeigen Abweichungen direkt in Cent an (Mikrotuner). Zudem gibt es seit der Einführung des ersten „Viertelton“-Tuners Rohab-1 Stimmgeräte, die den Tonumfang orientalischer Skalen mit bis zu 24 Tonstufen pro Oktave detektieren und benennen können.
Es gibt viele verschiedene Varianten. Einige haben einen eingebauten Lautsprecher, über den bestimmte Töne (z. B. die der Leersaiten der Gitarre) ausgegeben werden können. Für diese gibt es mitunter auch die Funktion, bei der die Stimmung aller Saiten in Halbtönen nach unten verschoben werden kann (für sogenannte Flat-Tunings). Auch das äußere Erscheinungsbild ist variabel: Eine gebräuchliche Variante sind kleine Geräte wie abgebildet, aber auch Pedale ähnlich den auch als „Tretminen“ bezeichneten Gitarreneffektgeräten sind beliebt, da sie zwischen Gitarrenverstärker und (E-)Gitarre geschaltet werden können und ein Tritt genügt, um zwischendurch zu stimmen, wobei die Tonübertragung zum Verstärker unterbrochen wird.
Inzwischen gibt es auch selbststimmende Gitarrenmechaniken. Hierbei wird das Stimmgerät anstelle der manuell drehbaren Stimmwirbel fest an der Gitarre montiert. Das Gerät dreht nach einmaligem Anschlagen aller Saiten alle Stimmwirbel automatisch in die passende Position. In einer anderen Variante wird das Stimmgerät auf den Stimmwirbel aufgesetzt und dreht diesen ebenfalls automatisch in die richtige Stellung – bei dieser Variante müssen die Saiten zwar nacheinander gestimmt werden, jedoch ist kein Umbau der Gitarre erforderlich.
Für Computer und Mobilfunktelefone wurden Programme bzw. Apps entwickelt, die in gewissem Umfang Stimmgeräte ersetzen können.

## Funktionsweise
Das erste Gerät, ein Korg WT-10 aus dem Jahr 1975, verwendete eine PLL-Schleife, deren Regelspannung (Nachführspannung) angezeigt wurde.
Ab dem WT-12 war eine exakte Kalibrierung des Gerätes durch ein eingebautes 3,60448 MHz-Quarz möglich. Weiterhin wurde ein großer Teil der Transistoren durch Schaltkreise ersetzt, die den Umfang von 12 festen Tönen im Bereich von 1½ Oktaven auf 5 Oktaven erweitern.
Aktuelle Geräte (Hardware wie Software) verwenden das gleiche Funktionsprinzip, da es in kürzester Zeit eine präzise Abschätzung der Frequenz ermöglicht. 
Neben der Analyse des Tones ist auch eine akustische Ausgabe des Referenztones über einen kleinen Lautsprecher möglich.

## Historie
Das weltweit erste Nadelstimmgerät wurde im Jahr 1975 von der japanischen Firma KORG entwickelt. Der WT-10 galt als der erste tragbare Tuner auf dem Markt. Zunächst wurde das Stimmgerät vorrangig von Händlern und Instrumentenbauern zum Eigenbedarf gekauft. Erst später stieß es auch bei Orchestermusikern auf Interesse, die den WT-10 unter anderem zum Klavierstimmen nutzten. Da die Nachfrage nach Stimmgeräten kontinuierlich stieg, entwickelte KORG später (1978–1979) auch Tuner für Gitarren und Bässe.

## Verwandte Themen
Andere Hilfsmittel zum Stimmen von Musikinstrumenten sind die Stimmgabel und die Stimmpfeife. Zum Einsatz mit historischen Instrumenten gibt es auch Stimmgeräte mit vorprogrammierten historischen Stimmungen.

## Spreizung der Stimmung bei Klaviersaiten
Beim Stimmen des Klaviers wird die gesamte Stimmung, bedingt durch die Inharmonizität der Saiten, gestreckt, d. h., die höheren Saiten werden höher, die tieferen tiefer gestimmt. Auch dafür gibt es Stimmprogramme (für PC oder Pocket-PC), die diese Inharmonizität messen und danach eine passende Stimmung berechnen; siehe Streckung (Musik).